# Stegotrachelus finlayi
Lo stegotrachelo (Stegotrachelus finlayi) è un pesce osseo estinto, appartenente agli attinotterigi. Visse tra il Devoniano inferiore e il Devoniano medio (circa 375 - 365 milioni di anni fa) e i suoi resti fossili sono stati ritrovati in Europa.

## Descrizione
Questo pesce era di piccole dimensioni e solitamente non oltrepassava di molto i 10 centimetri di lunghezza. Era dotato di un corpo leggermente compresso lateralmente, dall'aspetto tozzo e dalla grande testa. La bocca era ampia e le orbite molto grandi, come quelle di altri pesci simili come Moythomasia e Mimipiscis. Stegotrachelus era caratterizzato dalla pesante ossificazione degli elementi posteriori della regione cranica; il muso era cortissimo e pressoché tronco, verticale. La pinna dorsale era arretrata, di forma triangolare e appuntita, pressoché opposta a una pinna anale di forma e dimensioni simili. La pinna caudale era eterocerca e il lobo superiore era leggermente più allungato del lobo inferiore. Le pinne pelviche e quelle pettorali erano piuttosto strette. Le scaglie, organizzate in file leggermente oblique, erano di forma quadrata o rettangolare. 

## Classificazione
Stegotrachelus finlayi venne descritto per la prima volta nel 1926 da Woodward e White, sulla base di resti fossili ritrovati nelle isole Shetland, in Scozia. Stegotrachelus è il genere eponimo della famiglia Stegotrachelidae, un gruppo di pesci ossei arcaici, solitamente di piccole dimensioni, tipici del Devoniano. Altri rappresentanti erano i già citati Mimipiscis e Moythomasia, più recenti.